# 7月5日 (旧暦)
旧暦7月5日（きゅうれきしちがついつか）は、旧暦7月の5日目である。六曜は大安である。

## できごと
- 寛和2年（ユリウス暦986年8月12日） - 東三条院詮子が一条天皇が即位に伴い皇太后となる。
- 建久5年（ユリウス暦1194年7月24日） - 延暦寺の訴えにより、明菴栄西らの禅宗を禁止
- 応永元年（ユリウス暦1394年8月2日） - 疫病の流行のため明徳より応永に改元
- 天正18年（グレゴリオ暦1590年8月4日） - 北条氏直が小田原城を開城して豊臣秀吉に降伏。秀吉の天下統一が完成
- 寛永16年（グレゴリオ暦1639年8月4日） - 「第五次鎖国令」発布。ポルトガル船の来航を禁止。幕府による貿易管理が完成
- 承応3年（グレゴリオ暦1654年8月17日） - 明の禅僧・隠元隆琦が来日

## 誕生日
- 嘉永5年（グレゴリオ暦1852年8月19日） - 矢吹璋雲、画家（+ 1927年）

## 忌日
- 建保3年（ユリウス暦1215年8月1日） - 明菴栄西、臨済宗の開祖（* 1141年）
- 永禄7年（グレゴリオ暦1564年8月11日） -  長尾政景、戦国時代の武将（* 1526年）
- 永禄7年（グレゴリオ暦1564年8月11日） - 宇佐美定満、戦国時代の武将（* 1489年）
- 文化6年（グレゴリオ暦1809年8月15日） -  松平定則、第10代伊予松山藩主（* 1793年）